# Agnezia septentrionalis
Agnezia septentrionalis är en sjöpungsart som först beskrevs av Huntsman 1912.  Agnezia septentrionalis ingår i släktet Agnezia och familjen Agneziidae. Inga underarter finns listade i Catalogue of Life.